# Silke Lichtenhagen
Silke Lichtenhagen (Leverkusen, 20 november 1973) is een Duits voormalig atlete, die in de jaren negentig als sprintster deelnam aan de internationale wedstrijden, waaronder de Olympische Spelen in Atlanta. Zij leverde haar belangrijkste resultaten als estafetteloopster.

## Loopbaan
Lichtenhagens grootste successen waren de bronzen medaille bij de 4 x 100 m estafette op de Wereldkampioenschappen in Stuttgart in 1993 (samen met Melanie Paschke, Silke-Beate Knoll en Gabriele Becker) en de gouden medaille op de Europese kampioenschappen in Helsinki in 1994 (met Melanie Paschke, Bettina Zipp en Silke-Beate Knoll). Bij de Olympische Zomerspelen in Atlanta in 1996 werd de estafetteploeg uitgeschakeld na een mislukte wissel tijdens de kwalificatiewedstrijden.
Haar belangrijkste individuele resultaten waren de diverse halve-finaleplaatsen bij WK's en EK's op de 200 m.
Silke Lichtenhagen kwam tijdens haar atletiekloopbaan uit voor Sportvereinigung Bayer 04 Leverkusen. Na talrijke blessures beëindigde zij haar sportcarrière in de zomer van 2002.

## Titels
- Europees kampioene 4 x 100 m - 1994
- Duits indoorkampioene 200 m - 1995
- Europees jeugdkampioene 4 x 100 m - 1991

## Persoonlijke records
Outdoor
| Onderdeel | Prestatie        | Datum        | Plaats   |
| --------- | ---------------- | ------------ | -------- |
| 100 m     | 11,24 (0,0 m/s)  | 12 juni 1996 | Duisburg |
| 200 m     | 22,73 (+1,4 m/s) | 3 juli 1994  | Erfurt   |

Indoor
| Onderdeel | Prestatie | Datum            | Plaats       |
| --------- | --------- | ---------------- | ------------ |
| 60 m      | 7,23      | 23 februari 1997 | Dortmund     |
| 200 m     | 22,96     | 26 februari 1995 | Sindelfingen |

## Palmares

### 100 m
- 1991: 6e EK U20 – 11,77 s
- 1992: 5e in ½ fin. WK U20 – 11,84 s (in ¼ fin. 11,63 s)
- 1996: 7e in ¼ fin. OS – 11,53 s (in serie 11,30 s)
- 1998: 6e in serie EK – 11,85 s

### 200 m
- 1992: 8e WK U20 – 24,22 s (in ½ fin. 23,78 s)
- 1994: 7e in ½ fin. EK – 23,45 s (in serie 23,42 s)
- 1995:  Duitse indoorkamp. – 22,96 s
- 1995: 4e WK indoor – 23,23 s (in ½ fin. 23,11 s)
- 1995: 3e in serie WK – 23,19 s

### 4 x 100 m
- 1990: DNF WK U20 (in serie 44,95 s)
- 1991:  EK U20 – 44,46 s
- 1992:  WK U20 – 44,52 s
- 1994:  EK – 42,90 s
- 1995:  WK – 43,01 s (in serie 42,83 s)